# Phytobia ipeii
Phytobia ipeii este o specie de muște din genul Phytobia, familia Agromyzidae, descrisă de Singh și Tandon în anul 1966. Conform Catalogue of Life specia Phytobia ipeii nu are subspecii cunoscute.